# Amèbids
Els amèbids (Amoebidae) són una família d'Amoebozoa, que inclou amebes nues que produeixen múltiples pseudòpodes de longitud indeterminada. Aquests són aproximadament cilíndrics amb endoplasma granular i no subpseudopòdia, tal com es troba en altres membres de la classe Tubulinea. Durant la locomoció, un pseudòpode generalment es converteix en dominant i els altres es retreuen a mesura que el cos influeix en ell. En alguns casos, la cèl·lula es mou per «caminar», amb pseudòpodes relativament permanents que serveixen de membres.
Els gèneres més importants són Amoeba i Chaos, que es distingeixen dels altres per dorsals longitudinals. L'espècie més coneguda d'aquesta família és Amoeba proteus, que s'utilitza comunament a les aules per demostrar el moviment per pseudopòdia.

## Gèneres
- Amoeba
- Chaos
- Deuteramoeba
- Hydramoeba
- Metachaos
- Metamoeba
- Parachaos
- Polychaos
- Trichamoeba
- Triassamoeba